# 다우트 (영화)
《다우트》(영어: Doubt)는 2008년에 개봉한 미국의 드라마 영화이다. 퓰리처상을 수상한 존 패트릭 섄리의 희곡 〈Doubt: A Parable〉이 원작이며, 섄리가 직접 감독과 각본을 맡았다. 스콧 루딘이 제작을 하였으며, 메릴 스트리프, 필립 시모어 호프먼, 에이미 애덤스, 바이올라 데이비스 등이 출연하였다. 2008년 10월 30일에 AFI 영화제를 통해서 전 세계 최초로 상영되었고, 같은 해 12월 12일에 미라맥스 필름스가 제한 상영으로 배급하였으며, 12월 25일에 개봉을 확대하였다.
네 주요 배우의 연기가 비평가들의 찬사를 받았으며, 제81회 아카데미상에서 여우 주연상(스트리프), 남우 조연상(호프먼), 여우 조연상(애덤스, 데이비스) 후보에 올랐다.
이 영화는 개봉 4일 후 자살로 생을 마감한 존 코스텔로의 마지막 영화 출연작이다.

## 줄거리
1964년 브롱크스의 성 니콜라스 성당. 플린 신부(필립 시모어 호프먼 분)는 엄숙한 태도로 설교를 시작한다. 그는 케네디가 사망한 후 사람들은 절망에 빠졌지만 그 절망으로 인해 이웃과 유대감이 생기고 그 끔찍한 경험을 통해 모든 이들이 하나가 될 수 있었다고 강론하며 ‘의심’에 관한 화물선 선원 이야기로 마무리를 한다. 어느 날 화물선에 불이 나서 침몰했는데 선원 한명이 구명정을 타고 가까스로 탈출해서 돛을 올리고 밤하늘의 별을 보면서 방향을 잡고 고향으로 배를 몰기 시작한다. 하지만 그 후 20일간 별을 볼 수가 없어서 자신이 제대로 가고 있는지 확인할 수 없게 되자 ‘의심’이 그를 사로잡았다는 것. 과연 자신이 방향을 제대로 잡고 집으로 가고 있는 게 맞을까?
성당의 수녀이자 성 니콜라스 학교의 교장인 앨로이셔스(메릴 스트리프 분)는 그의 설교를 의심의 눈초리로 바라본다. 과연 플린 신부가 말하고자 하는 것은 신부 자신이 품고 있는 의심에 관한 이야기인지, 아니면 플린 신부를 의심하는 자들에 대한 경고인지. 성 니콜라스 학교에 입학한 첫 번째 흑인 소년 도널드 밀러는 복사이며 플린 신부의 각별한 관심과 사랑을 받는 존재였는데, 도널드의 담임 교사인 제임스 수녀(에이미 애덤스 분)는 플린 신부와 도널드 사이에 뭔가 이상한 점이 있다는 걸 깨닫고 앨로이셔스 수녀에게 알린다. 앨로이셔스 수녀는 교활한 여우한테 안 넘어가는 게 자신이 일인데 결국 이런 일이 벌어졌다며 한탄한다. 확실한 증거는 없지만 자신의 도덕적 신념과 경험만을 바탕으로 앨로이셔스 수녀는 플린 신부를 쫓아낼 계획을 세우는데...

## 출연진
- 메릴 스트리프 - 앨로이셔스 보비에이 수녀 역
- 필립 시모어 호프먼 - 브렌던 플린 신부 역
- 에이미 애덤스 - 제임스 수녀 역
- 바이올라 데이비스 - 밀러 부인 역
- 조지프 포스터 - 도널드 밀러 역
- 앨리스 드러먼드 - 버로니카 수녀 역
- 헬렌 스텐보그 - 테리사 수녀 역
- 폴리 릿 - 토미 콘로이 역
- 캐리 프레스턴 - 크리스틴 헐리 역
- 존 코스텔로 - 워런 헐리 역